# أسفل بسرات (يهر)

تعديل مصدري - تعديل

اسفل بسرات هي إحدى قرى عزلة يهر بمديرية يهر التابعة لمحافظة لحج، بلغ تعداد سكانها 6 نسمة حسب تعداد اليمن لعام 2004.